# Opius peruensis
Opius peruensis är en stekelart som beskrevs av Fischer 1963. Opius peruensis ingår i släktet Opius och familjen bracksteklar. Inga underarter finns listade i Catalogue of Life.